# Leporinus trimaculatus
Leporinus trimaculatus är en fiskart som beskrevs av Julio C. Garavello och Santos 1992. Leporinus trimaculatus ingår i släktet Leporinus och familjen Anostomidae. Inga underarter finns listade i Catalogue of Life.